# مکدانلد (کارولینای شمالی)
مکدانلد (به انگلیسی: McDonald) شهری در ایالت کشور ایالات متحده آمریکا است که جمعیت آن در سرشماری سال ۲۰۱۰ میلادی، ۱۱۳ نفر بوده‌است.